# 斯科特鎮區 (愛荷華州弗里蒙特縣)
斯科特鎮區（英語：Scott Township）是位於美國愛荷華州弗里蒙特縣的一個行政鎮區。

## 地方資料
根據2010年美國人口普查的數據，斯科特鎮區的面積為77.57平方千米，當中陸地面積為74.25平方千米，而水域面積為3.32平方千米。當地共有人口486人，而人口密度為每平方千米6.27人。